# Courlaoux
Courlaoux is een gemeente in het Franse departement Jura (regio Bourgogne-Franche-Comté). De plaats maakt deel uit van het arrondissement Lons-le-Saunier. Courlaoux telde op 1 januari 2022 1.179 inwoners. 

## Geografie
De oppervlakte van Courlaoux bedroeg op 1 januari 2022 12,42 vierkante kilometer; de bevolkingsdichtheid was toen 94,9 inwoners per km².

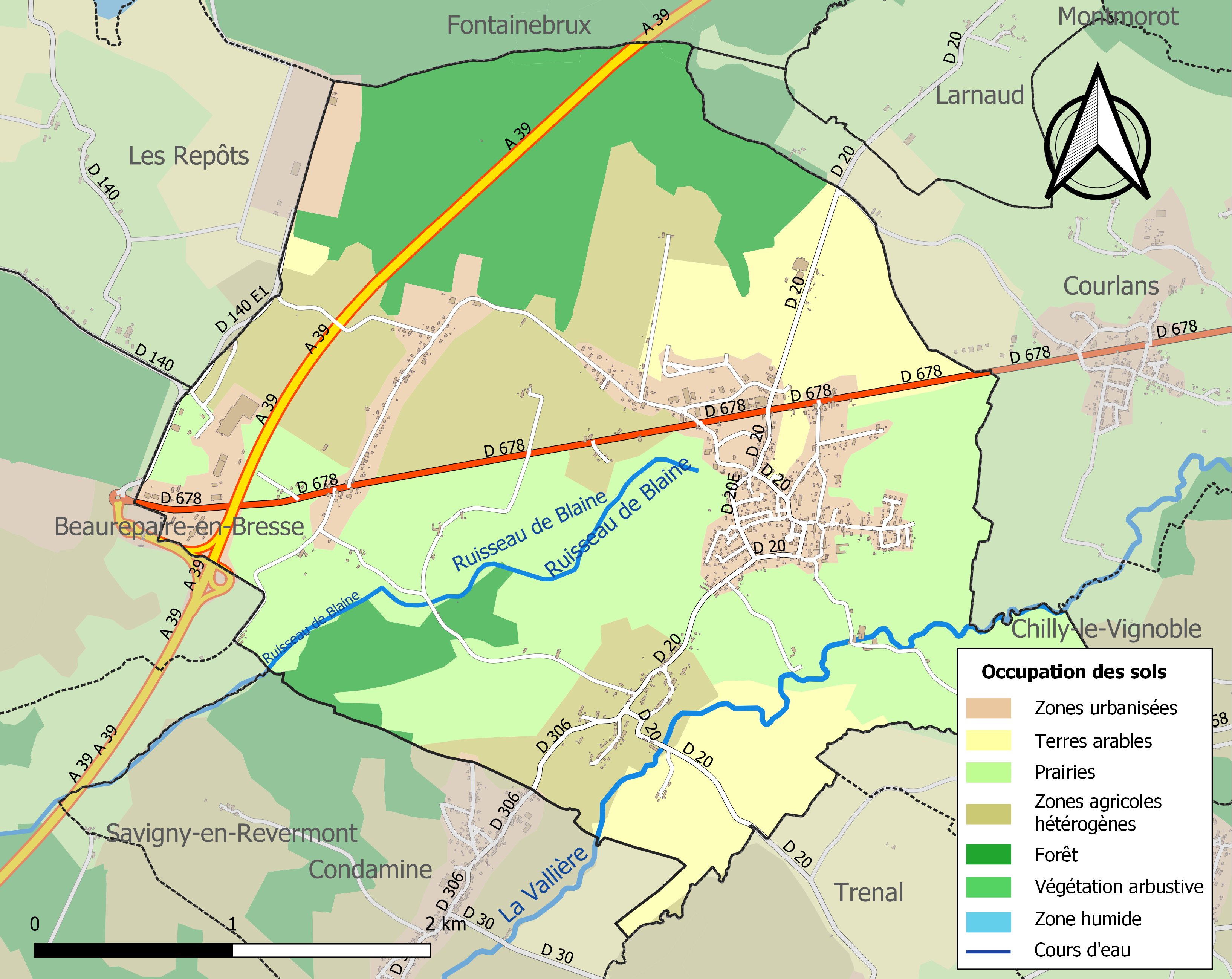
Kaart van de gemeente met de belangrijkste infrastructuur, bodemgebruik en omliggende gemeenten

## Demografie
Onderstaande figuur toont het verloop van het inwonertal (bron: INSEE-tellingen).